# Предраг Сикимић
Предраг Сикимић (Смедерево, 29. август 1982) бивши је српски фудбалер који игра на позицији нападача. Његов старији брат Милован је такође бивши фудбалер.

## Каријера
После кратког боравка у Смедереву, клубу из места у којем је рођен, преселио се у Белгију, па је у професионалне воде упловио као члан Лирса. После једне сезоне вратио се у Србију, где је наступао за Тимок, Рад и Војводину, а онда је прешао у Амкар. Тамо му је тренер био Миодраг Божовић. Након две године у клубу из Перма уследила је селидба у Урал, па повратак у домовину - Раднички из Крагујевца и Смедерево.
На ново путешествије, Сикимић се упутио 2013. - у Грчку, а потом и у Азију, одакле се у зиму 2015. вратио у Србију, у редове Вождовца. За "Змајеве" је на 17 утакмица у првенству постигао три гола а један од њих је и онај у дуелу са Црвеном звездом који је 9. августа 2015. одигран на Врачару у оквиру 4. кола Суперлиге Србије. Касније тог месеца је и постао играч Црвене звезде. Са „црвено-белима” је играо до краја сезоне 2016/17. и у том периоду одиграо 46 првенствених утакмица на којима је постигао 10 голова. Освојио је шампионску титулу у сезони 2015/16, а остаће упамћен по голу у 151. вечитом дербију.
У јуну 2017. прелази у казахстански Атирау. Након годину и по дана у Казахстану, Сикимић се вратио у Вождовац почетком 2019. године. Једну полусезону је играо за Вождовац, након чега одлази у Словенију и наредних годину и по дана игра у тамошњој Првој лиги, прво за Табор Сежану а затим и за Домжале. У јануару 2021. се вратио у српски фудбал и потписао за Железничар из Панчева, члана Прве лиге Србије. Годину дана касније је напустио клуб.

## Трофеји

### Црвена звезда
- Суперлига Србије (1) : 2015/16.